# سیارک ۱۲۹۲۶
سیارک ۱۲۹۲۶ (به انگلیسی: 12926 Brianmason، نامگذاری:1999SO9) دوازده هزار و نهصد و بیست و ششمین سیارک کشف شده‌است که در ۲۷ سپتامبر ۱۹۹۹ کشف شد.
قدر مطلق سیارک برابر ۱۳٫۱۰ است.